# Maratus vespertilio
Maratus vespertilio är en spindelart som först beskrevs av Eugène Simon 1901.  Maratus vespertilio ingår i släktet Maratus och familjen hoppspindlar. Inga underarter finns listade i Catalogue of Life.